# Jüdischer Friedhof (Beverstedt)

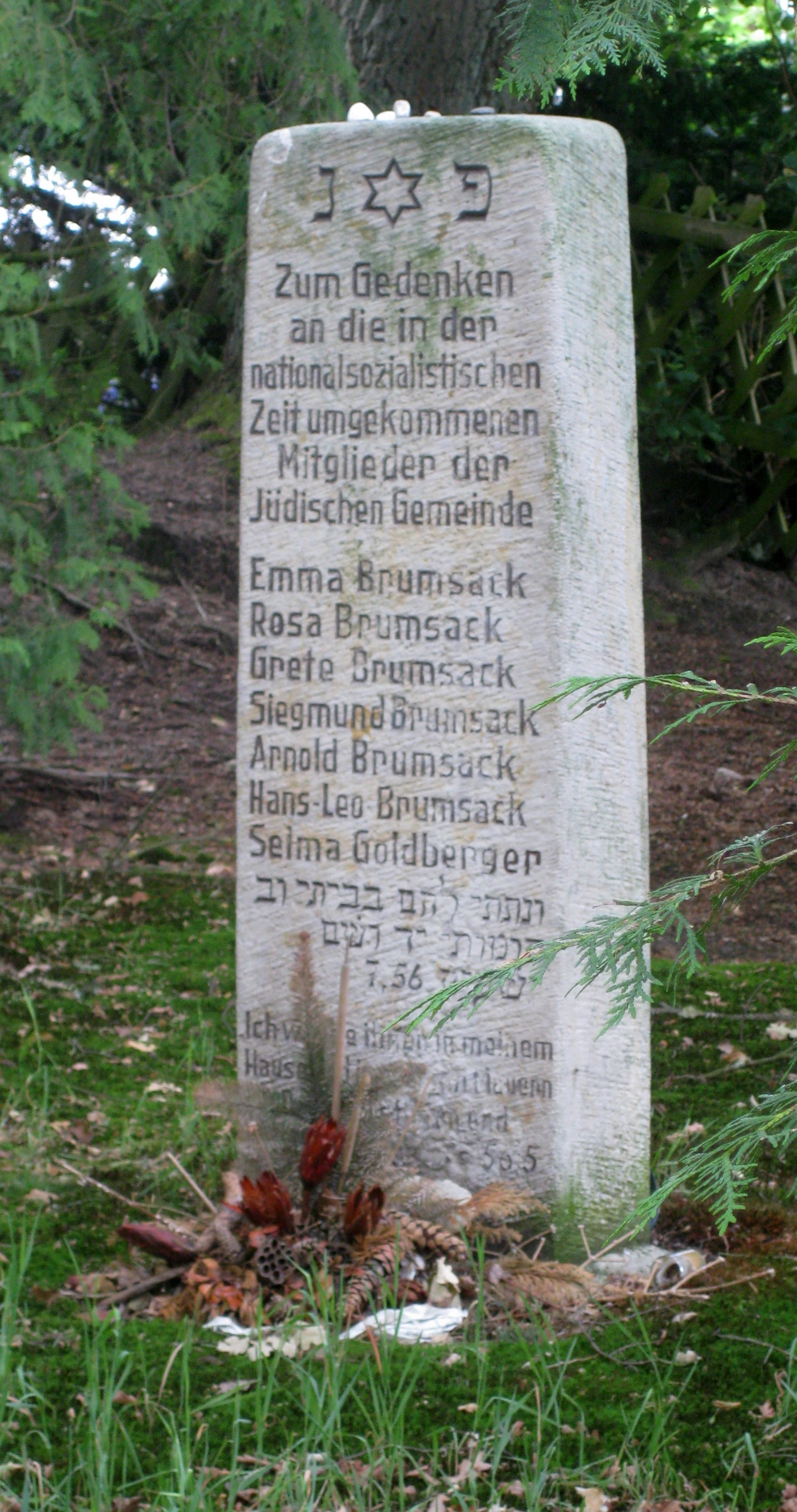
Zum Gedenken an die Beverstedter Juden, die in der NS-Zeit umgebracht wurden, wurde auf dem Judenfriedhof in Beverstedt eine Stele errichtet.

Der Jüdische Friedhof Beverstedt ist ein jüdischer Friedhof in der Einheitsgemeinde Beverstedt im niedersächsischen Landkreis Cuxhaven.

## Geschichte
Der 297 m² große Friedhof, der sich an der Mühlenstraße / Ecke Marienburger Straße befindet, wurde von 1805 bis 2011 belegt. Auf ihm sind 21 Grabsteine vorhanden.

## Dokumentation
„Der jüdische Friedhof an der Ecke "Marienburger Straße" und "Beverstedter Mühlenstraße" in Beverstedt - sichtbares Erbe der einstigen jüdischen Gemeinde Beverstedt innerhalb der Synagogengemeinschaft Hagen im Bremischen.
Über diesen Friedhof wurde von Herrn Martin Engelhardt, Jesteburg, im Jahre 2022 eine Dokumentation erstellt, um unter anderem für Hebräisch-Unkundige lesbare Grab-Inschriften zu geben.“